# Herbersteini
Herbersteini so bili plemiška rodbina, ki je na Slovenskem bivala med 15. in 20. stoletjem. Na ozemlju današnje avstrijske zvezne dežele Štajerske so omenjani že v 12. stoletju. 
Potem, ko je leta 1290 rodbina pridobila grad Herberstein, se je pričela imenovati po njem. Grad je ostal sedež rodbine več kot 700 let in je še vedno v lasti te družine. Istoimensko gospostvo je bilo eno največjih na Avstrijski Štajerski.

 
Leta 1537 so bili Herbersteini povzdignjeni v stan nemških državnih baronov. Leta 1644 je rod pridobil dedni naziv grofov v Avstriji, v nemške državne grofe pa so bili povzdignjeni leta 1710. 
Po 2. svetovni vojni so se umaknili iz ozemlja Slovenije, kjer so sicer v različnih obdobjih imeli številna posestva in gradove. 
Rodbina Herberstein je med drugimi posedovala gospostva in gradove: 
- grad Herberstein na Avstrijski Štajerski (1200–
- dvorec Dornava (1587–1667),
- grad Ptuj (1873–1945),
- grad Hrastovec (1481–1802, 1909–1945),
- grad Vipava (1487–1557),
- grad Rotenturn pri Gornji Radgoni (1717–1789),
- dvorec Betnava, (1587–1667),
- dvorec Ravno polje pri Ptuju (1907–1945),
- grad Vurberk, (1619–1715, 1907–1945),
- grad Viltuš, (1587–1635),
- dvorec Turnišče, (1626–1676),
- grad Lupoglav v Istri (1411–1525), itd.

## Pomembni predstavniki rodbine
- Žiga Krištof Herberstein, ljubljanski škof (1644–1716)
- Karel Janez grof Herberstein, ljubljanski škof (1719–1787)

- Siegmund Herberstein, (Sigismund oz. Žiga), diplomat (1486–1566).